# Vàng anh lá lớn
Vàng anh tên khác là  là má, mép mé, vàng anh lá lớn (danh pháp hai phần: Saraca dives), là loài cây thuộc chi Vàng anh (Saraca), được Pierre mô tả lần đầu tiên năm 1899..
Vàng anh lá lớn lá cây gỗ nhỏ đến lớn, chiều cao cây từ 5-20m, đường kính thân cây tới 25 cm. Dáng tán cây hình tròn, vỏ cây màu nâu xám. Cành non hơi tía sau chuyển màu xanh và già hóa nâu xẫm. Lá kép lông chim từ 5-6 cặp lá chét, lá khi non thường rủ xuống, màu tía. Lá chét hình trứng đến thuôn dài, đầu lá nhọn hoặc có mũi nhọn, đuôi lá tù lệch cuống, lá chét có hệ gân lông chim từ 8-11 cặp gân phụ. Hoa màu vàng, lưỡng tính hoặc đơn tính cùng gốc, cánh đài tiêu biến. Mùa hoa từ tháng 4 - 5, mùa quả từ tháng 7-10.
Cây phân bổ trong rừng thưa đến rậm, ven sông suối dọc thung lũng, độ cao 200- 1000m. Trải rộng miền Nam Trung Hoa (Quảng Đông, Quảng Tây, Vân Nam) xuống đến Lào và Việt Nam.

## Hình ảnh

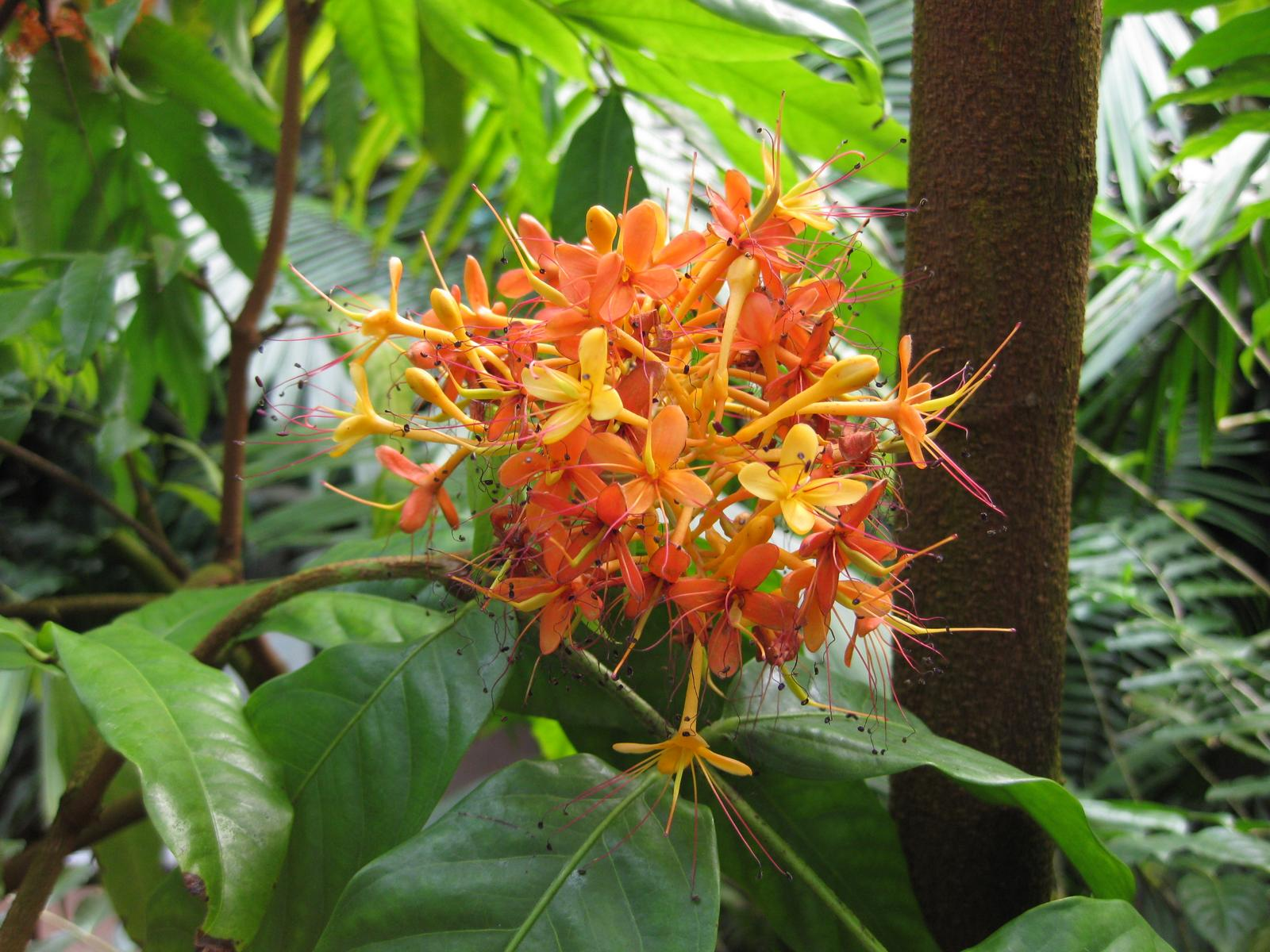
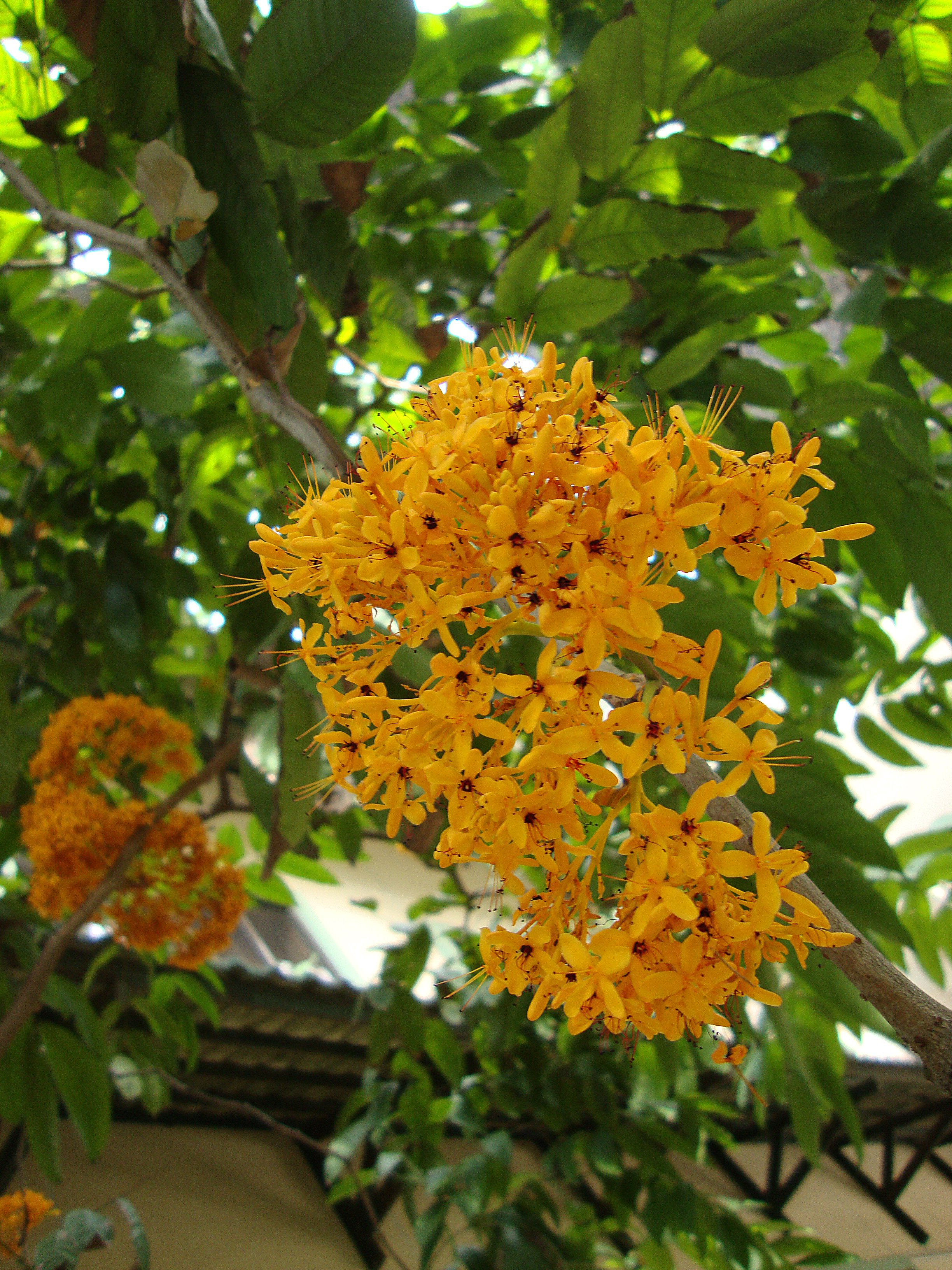
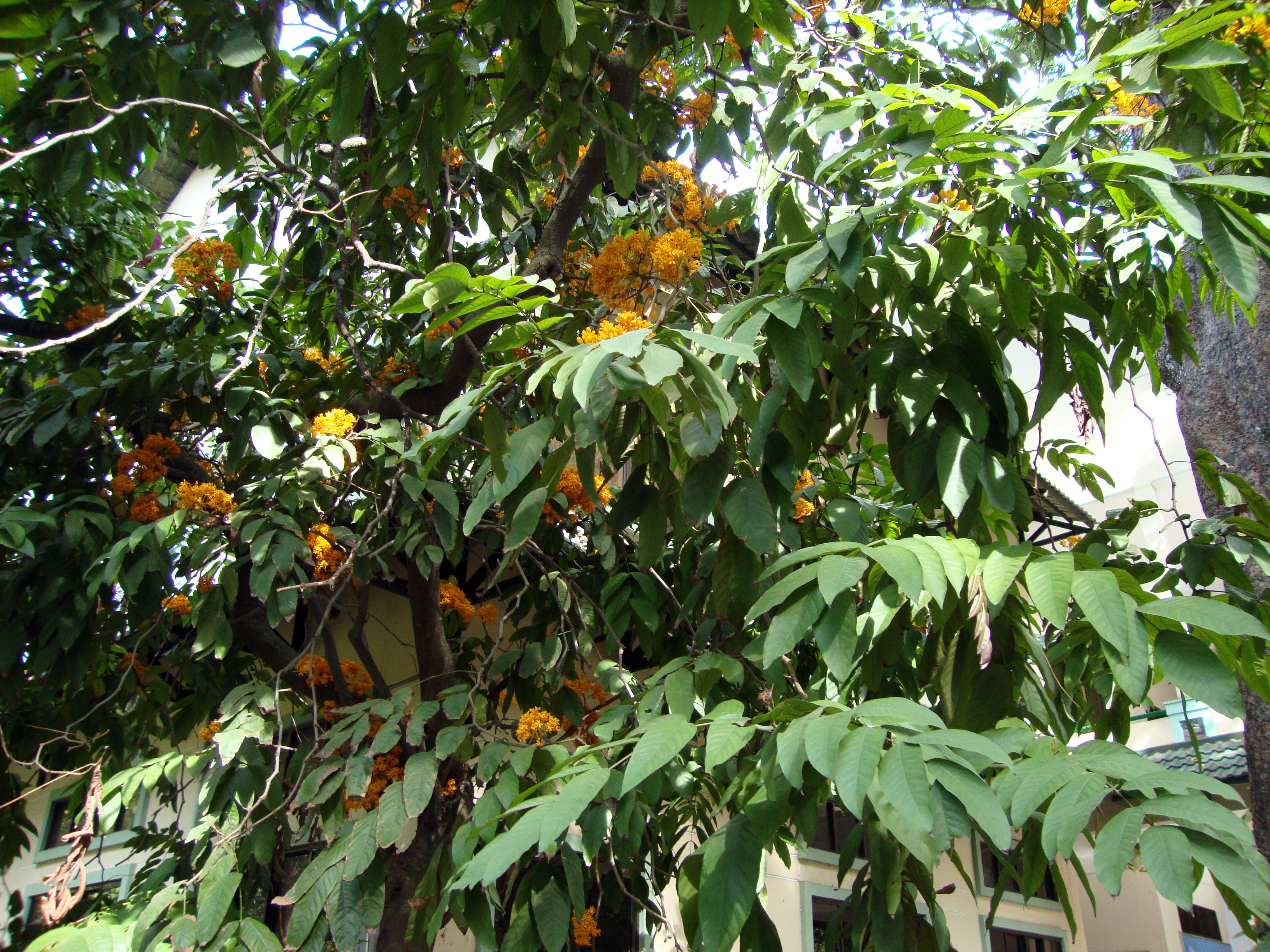
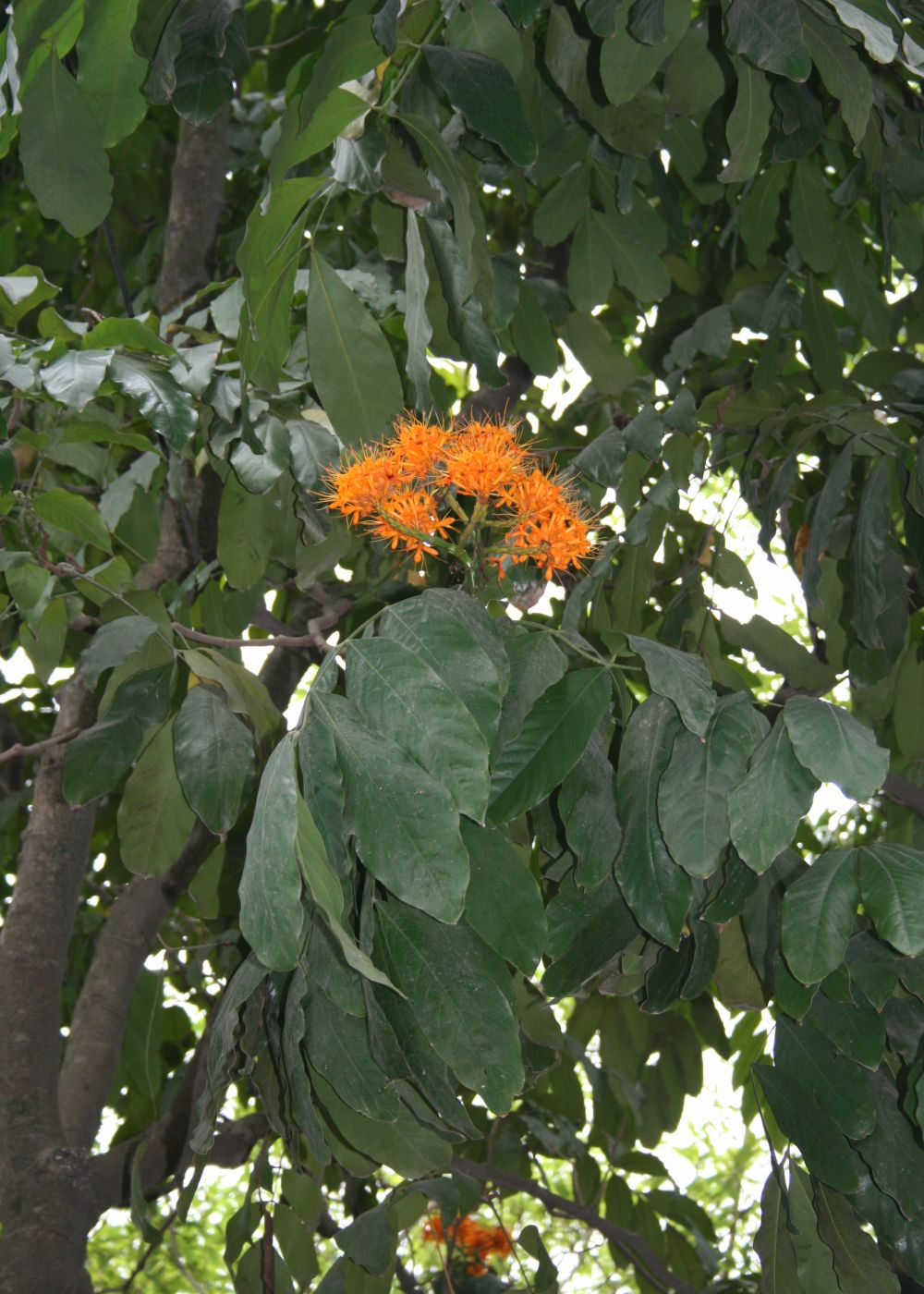
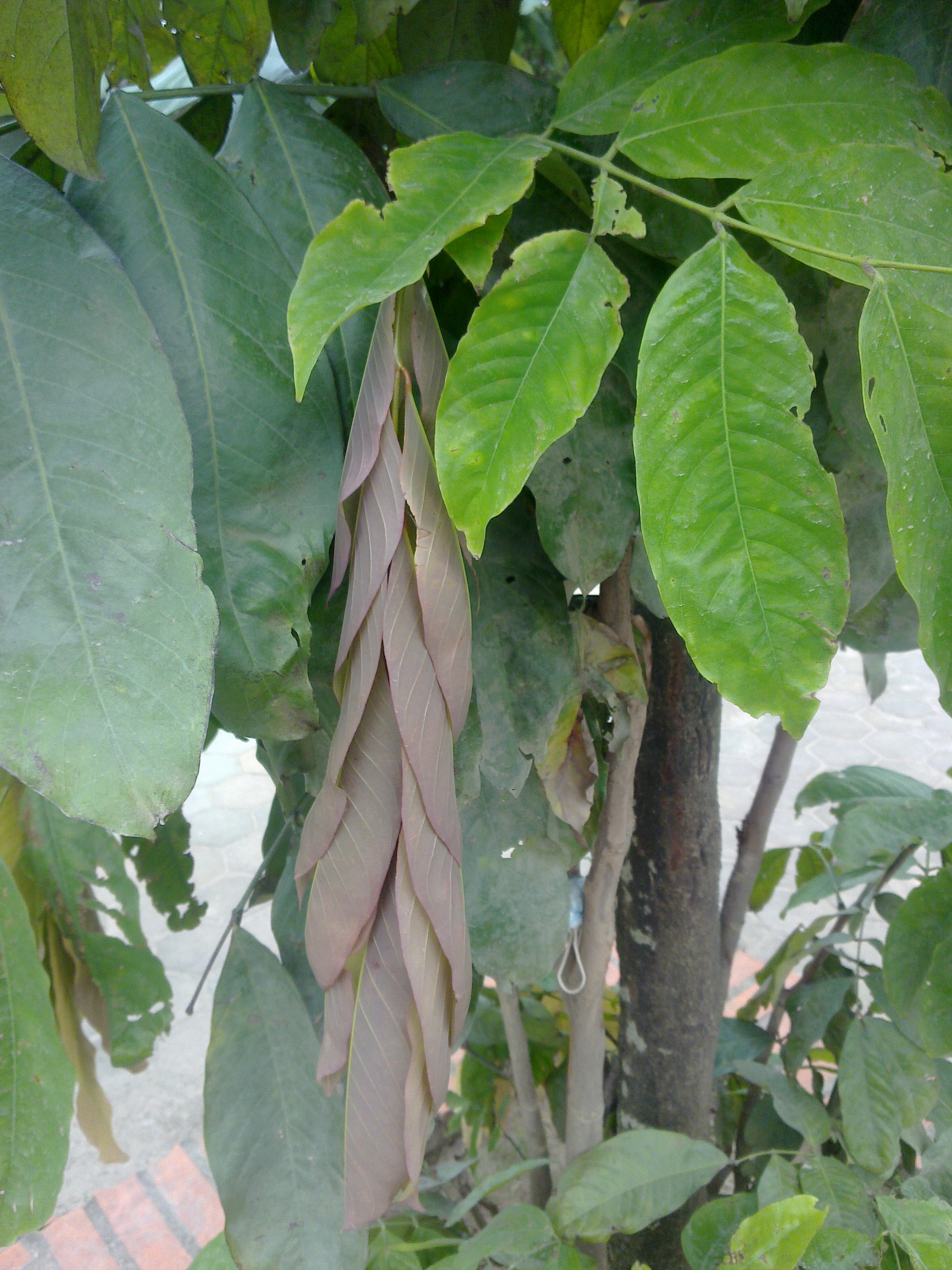
Lá non còn rủ và lá trưởng thành đã xanh